# Alte Hausstelle
Die Alte Hausstelle ist ein Wohnplatz der Stadt Erkner im Landkreis Oder-Spree in Brandenburg.

## Geografische Lage
Der Wohnplatz liegt im Süden der Gemarkung von Erkner. Rund 470 m südlich fließt die Spree von Osten kommend in westlicher Richtung vorbei. Nördlich liegt der weitere Wohnplatz Heim Gottesschutz. Im Osten führt die Bundesautobahn 10 von Norden kommend in südlicher Richtung vorbei. Südöstlich liegt der weitere Wohnplatz Hohenbinde. Der östliche Teil der Gemarkung ist bewaldet, der südwestliche Teil eine Niederungsfläche der Spree.

## Geschichte
Der Wohnplatz erschien als die alte Hausstelle im Jahr 1749 in den Akten und war zuvor bereits der Dienstsitz des Heideläufers Schwadtke, stand aber offenbar bereits leer. In den Akten wurde empfohlen, dass sich einer der vier für die Kolonie Neu Buchhorst vorgesehenen Kolonisten ansetzen möge. Zwei Büdner aus der Rüdersdorfer Heide nutzen offenbar die Gelegenheit und wohnten im Jahr 1773 in der Alten Haus Stelle. Diese(?) beiden Büdner erschienen erneut im Jahr 1801. Zusätzlich hatten sich fünf Einlieger niedergelassen. In Summe lebten 30 Personen vor Ort, die drei Feuerstellen (= Haushalte) betrieben. Einer von ihnen war der Erbzinsmann Lucus, dessen Gebäude offenbar zerstört war und im Jahr 1807 wiederaufgebaut wurde. Bis zum Jahr 1840 waren vier Wohnhäuser entstanden, in denen 31 Personen lebten (1841). In den Jahren 1852 und 1853 kam es zu einem Rezess zwischen dem Preußischen Staat und Einwohnern der Alten Hausstelle. In dem Vergleich ging es um die Ablösung von Geldabgaben der Bewohner an den Staat. Die Einwohneranzahl stieg auf 33 Personen im Jahr 1858. Die Alte Hausstelle gehörte zu dieser Zeit zur Landgemeinde Erster Heidedistrikt (ab 1888 in Erkner umbenannt) und bestand aus vier Wohn- und drei Wirtschaftsgebäuden (1860).
Einer der im Wohnplatz tätigen Landwirte war Kurt Opdenhoff, der Grundstücke in Erkner, Herzfelde, Lichtenow und Zinndorf taxieren ließ. In der Häusergruppe lebten im Jahr 1925 insgesamt 61 Personen. Sie wurde auch als Spreebordsiedlung bezeichnet (1927) und ab 1932 als Wohnplatz von Erkner geführt.